# Błękitni (zespół muzyczny)
Błękitni – polski zespół muzyczny założony w 1965 roku w Skierniewicach. Założycielami zespołu byli: Stanisław Kocan, Zbigniew Witowski, Włodzimierz Kaczmarek, Jerzy Lelonkiewicz, Bogdan Kowalik. Innymi wokalistami byli: Elżbieta Gawinek, Wojciech Oliwkowski. Konferansjerem grupy Błękitni był Janusz Maćkowiak.
W 1966 roku zespół brał udział w Festiwalu Artystycznym Młodzieży Akademickiej FAMA w Świnoujściu. Z Błękitnymi na jednym z koncertów zagrał Jerzy Kosela gitarzysta, wokalista zespołu Czerwone Gitary.
W 1969 zespół brał udział w konkursie na festiwalu „Noce Grodkowskie”. Został wyróżniony w kategorii: Debiuty Roku.
Grupa Błękitni występowała z Czesławem Niemenem, Karin Stanek, Katarzyną Sobczyk, Wojciechem Młynarskim i jego żoną Adrianną Godlewską, Jackiem Fedorowiczem oraz z grupą Trubadurzy.
Zespół występował w Telewizji Polskiej oraz w Programie Polskiego Radia pod koniec lat sześćdziesiątych.
Zespół koncertował w Polsce dając koncerty dla ponad trzystu tysięcy słuchaczy na żywo.

## Skład
- Stanisław Kocan – klawisze
- Zbigniew Witowski – gitara
- Jerzy Lelonkiewicz – gitara
- Bogdan Kowalik – gitara
- Włodzimierz Kaczmarek – perkusja
- Janusz Maćkowiak - konferansjer

## Inni członkowie
- Janusz Mizerski – gitara
- Mirosława Badełek – wokal (1970)
- Elżbieta Gawinek
- Wojciech Oliwkowski

## Inni wokaliści
- Aranuta Radzikowska
- Zygmunt Jakubiak